# Meinhard II de Goricia-Tirol
Meinhard II (c. 1238 - 1 de noviembre de 1295), miembro de la Casa de Goricia (Meinhardiner), gobernó el Condado de Goricia (como Meinhard IV) y el Condado de Tirol junto con su hermano menor Albert de 1258, hasta que en 1271 dividieron su patrimonio y Meinhard se convirtió en el único gobernante de Tirol. En 1286 recibió el Ducado de Carintia y la Marca de Carniola.

## Vida
Meinhard II era hijo del conde Meinhard III de Goricia y su mujer Adelheid (muerta en 1275–79), hija y heredera del Conde Albert IV de Tirol. Su padre había adquirido el Condado de Tirol (como Meinhard I) a la muerte de su suegro en 1253 y ya había intentado para obtener el control de la vecina Carintia contra las fuerzas del Duque Bernhard von Spanheim. No obstante, fue derrotado cerca de Greifenburg y tuvo que dejar a sus hijos menores Meinhard II y Albert como rehenes con Philip, hijo del duque y arzobispo electo de Salzburgo. Después de la muerte de su padre en 1258, Meinhard II y su hermano salieron de su custodia en Salzburg y se dirigieron al castillo de Hohenwerfen para asegurar su patrimonio en Goricia-Tirol. En 1259 Meinhard se casó con Isabel de Wittelsbach, viuda del rey Hohenstaufen Conrado IV de Alemania, aproximadamente diez años mayor que él.

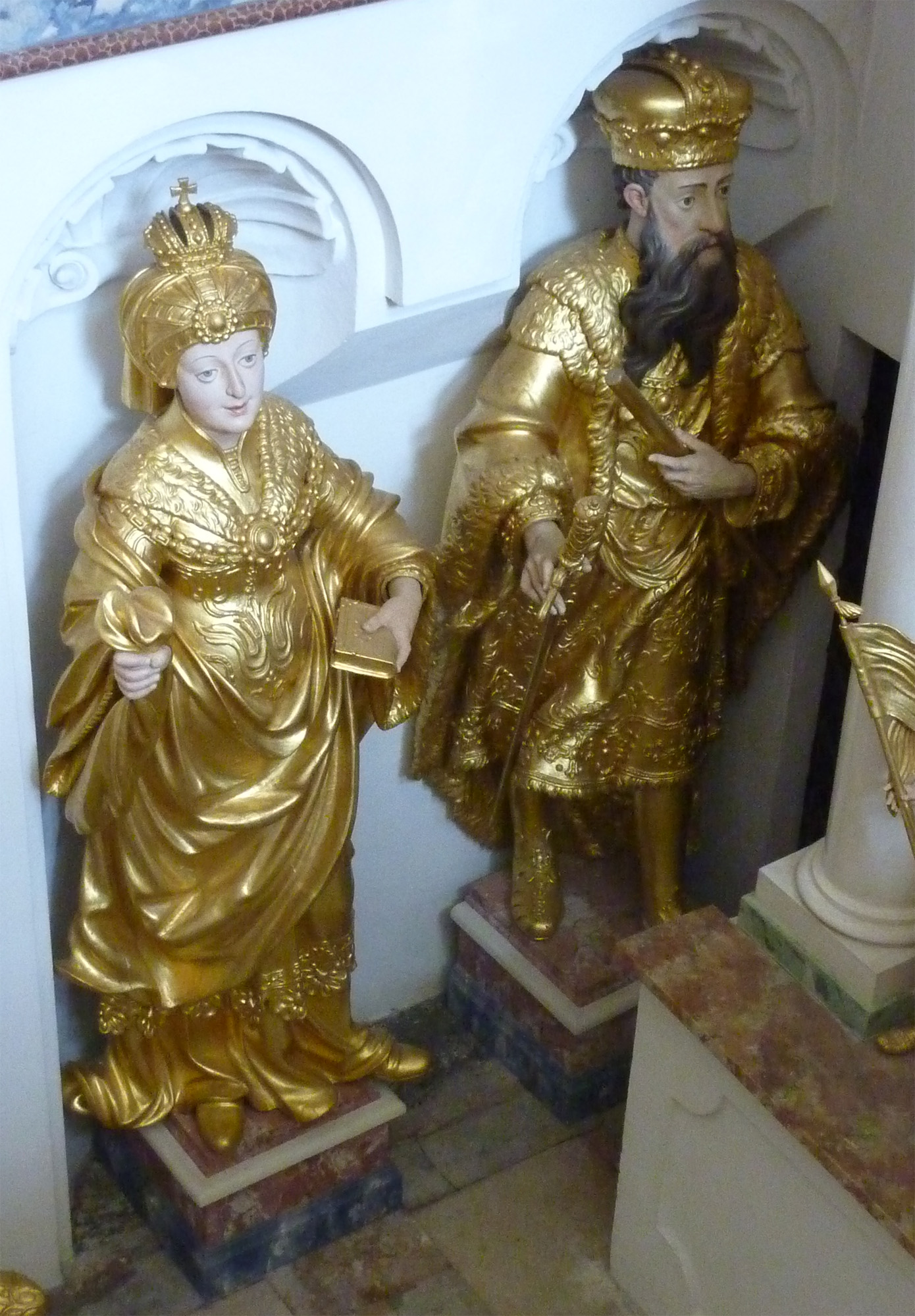
Estatuas de Meinhard e Isabel en la iglesia de la Abadía de Stams

El gobierno conjunto con Albert finalizó con la división de los derechos de herencia de Goricia y Tirol en 1271. Meinhard recibió el Tirol, convirtiéndose en el progenitor de la línea Goricia-Tirol de la dinastía Meinhardiner. Él y su mujer Isabel fundaron la abadía de Stams como monasterio propietario en 1273. El conde intentó adquirir el señorío sobre los principados episcopales de Trento y Brixen, extender el Tirol más allá del río Adige a Salorno, y también adquirió varios territorios en el valle del Eno, incluyendo las importantes minas de sal cerca de Hall. Resultó ser un gobernante capaz, y es conocido por convertir Tirol en un Estado Imperial autónomo. Meinhard también construyó carreteras y acuñó moneda, especialmente la moneda de plata Zwainziger (veinte), que fue copiado en otros lugares de Europa, siendo conocida como Groschen.
Ya en 1267 intentó fortalecer los lazos con los Hohenstaufen acompañando a su hijastro Conradino de Hohenstaufen en su campaña a Italia. Sin embargo, tras la derrota de Conradino en la Batalla de Tagliacozzo y su ejecución en 1268, tuvo que buscar nuevos aliados. Se convirtió en socio del conde Rodolfo de Habsburgo, que fue elegido Rey de romanos en 1273 y se enzarzó en un conflicto feroz con el poderoso rey Ottokar II de Bohemia por varios "territorios" Imperiales alienados, que Ottokar había adquirido durante el interregno anterior. En 1276 Meinhard casó a su hija Isabel con el primogénito de Rodolfo, Alberto.
Meinhard respaldó la campaña de Rodolfo contra Ottokar, recibiendo a cambio la promesa de Carintia y la Marca de Carniola en 1276. Tras la derrota de Ottokar en la Batalla de Marchfeld en 1278, Rodolfo elevó formalmente a Meinhard a Príncipe del Sacro Imperio Romano y finalmente le invistió con el Ducado de Carintia en la Dieta Imperial de Augsburgo en 1286. El 1 de septiembre, Meinhard fue entronizado en la silla del Duque, convirtiéndose en el primer duque de Carintia de la dinastía de Goricia-Tirol. En 1286–9 Meinhard emitió un Landrecht en el Tirol, que sólo nos ha llegado parcialmente. Según lo que puede ser constatado, no tenía ningún antepasado entre las familias ducales de Carintia, aunque era un descendiente lejano de algunos antiguos señores Meranips de Istria y Carniola. Su investidura al ducado incluía una provisión por la que, a la extinción de su línea masculina, la Casa de Habsburgo herearía el ducado. Esto se materializó en 1335 a la muerte de su hijo Enrique. Los Habsburgo también adquirieron el Condado de Tirol a Margaret, la hija de Enrique en 1363.
Meinhard murió en 1295 en Greifenburg en Carintia. Su hijo más joven Enrique le sucedió como duque de Carintia y en 1307 fue incluso elegido Rey de Bohemia; su hija mayor Isabel se convirtió en reina de Alemania por su matrimonio con Alberto de Habsburgo en 1298.

## Matrimonio e hijos
Meinhard se casó en 1258 con Isabel de Wittelsbach (c. 1227-73), hija del duque Otón II de Baviera y viuda del rey Conrado IV. Esto le convertía en padrastro de Conradino de Hohenstaufen, Duque de Suabia y pretendiente al Reino de Sicilia, ejecutado en 1268.
De este matrimonio tuvo los siguientes hijos;
1. Isabel (1262-1312), esposa de Alberto de Habsburgo, Duque de Austria y Estiria desde 1282, Rey de Alemania de 1298
2. Otón III (c. 1265-1310), Duque de Carintia y Conde de Tirol, casado con Eufemia (c. 1278-1347), hija del duque Piasta Enrique V de Legnica
3. Alberto II, Conde de Tirol, m. 1292, casado con Agnes de Hohenberg en 1281, hija de Albert II de Hohenberg-Rotenburg (c. 1235-98), Conde de Hohenberg y Haigerloch, miembro de los Hohenzollern.
4. Luis, Duque de Carintia y Conde de Tirol, m. 1305
5. Enrique (c. 1270-1335), Duque de Carintia y Conde de Tirol, esposo de Anne Přemyslovna, hija de Wenceslao II de Bohemia; Rey de Bohemia en 1306 y 1307.
6. Agnes (m. 1293), casada con Federico I de Meissen de la Casa de Wettin, margrave de Meissen y nieto del Emperador Federico II.